# Saison 1 de Clarence
Chronologie
Saison 2
La première saison de Clarence, série télévisée américaine, est constituée de cinquante et un épisodes, diffusée du 14 avril 2014 au 27 octobre 2015 sur Cartoon Network. La première saison ne met pas l'accent sur un élément particulier de la série, mais sert de présentation aux personnages.

## Synopsis de la saison
Cette première saison, comme c'est le début de la série, n'a pas d'approche spécifique. Chaque épisode a une nouvelle histoire complètement différente de la précédente. La plupart du temps, Clarence et ses amis parviennent à régler les problèmes quotidiens. Dans certains cas, il y a un autre personnage mineur qui devient important dans un épisode.

## Distribution

### Acteurs principaux
- Skyler Page (VF : Emmanuel Dekoninck) : Clarence Wendle (épisode 1-32, 35-36)
- Spencer Rothbell (VF : Emmanuel Dekoninck) : Clarence Wendle
- Sean Giambrone (VF : Karin Clercq) : Jeff Randell
- Tom Kenny (VF : Jean-Michel Vovk) : Ryan "Sumo" Sumouski

### Acteurs récurrents
- Katie Crown (VF : Nathalie Hons) : Mary Wendle, Mme Melanie Baker, Brenda Shoop
- Eric Edelstein : Charles "Chad" Caswell III
- Roger Craig Smith (VF : Nicolas Matthys) : Belson Noles, Percy Dahmer
- Grace Kaufman : Chelsea Keezheekoni
- Joshua Rush : Breehn
- Skyler Page : Nathan (épisode 2-22, 35)
- Damien Haas : Nathan
- Kyle Arem : Dustin Conway
- John DiMaggio : Mel Sumouski
- Lea DeLaria : Eleanor Josephine "EJ" Randell
- Tig Notaro : Sue Randell
- Skyler Page : M. Reese (épisode 9-15)
- Donovan Patton : M. Reese
- Spencer Rothbell : Mavis
- Brent Popolizio : Joshua "Josh"
- Isabella Niems : Kimby
- Ivy Bishop : Malessica
- Tayler Buck : Courtlin

### Invités
- Ava Acres : Amy Gillis (épisode 2)
- Skyler Page : Amy Shtuzger (épisode 6-30)
- Skyler Page : Blaide (épisode 10)
- Mena Suvari : Cynthia Noles
- Roger Craig Smith : M. et Mme Dahmer (épisode 8)
- Dave Wittenberg : Walt (épisode 8)
- Abigail Revasch : Tiffany (épisode 8)

## Production

### Développement
La série a été annoncée en décembre 2012, lorsque 12 épisodes ont été commandés.
En avril 2014, Page et Boles estiment que 60 % de la première saison est achevée, bien qu'ils soient « trop occupé à respecter la date de programmation » pour y penser.
Le 25 juillet 2014, la série a été renouvelée pour 25 épisodes supplémentaires de la première saison.

### Attribution des rôles
L'épisode pilote est créée par une équipe composée de deux à trois membres. Après avoir été choisi par la chaîne, le scénario est rédigé par 30 à 35 artistes.
L'animation est envoyée à la société Saerom (en), en Corée du Sud.
Après que le créateur de la série, Skyler Page, a été congédié de Cartoon Network, l'un des principaux scénaristes, Spencer Rothbell, a pris son poste de show runner.

### Diffusion
Aux États-Unis, elle a été diffusée du 14 avril 2014 au 27 octobre 2015 sur Cartoon Network.
En France, il a été diffusé du 6 septembre 2014 au 18 janvier 2016 sur Cartoon Network (France).

## Liste des épisodes

### Épisode 1:Le palais du rire
- États-Unis : 14 avril 2014 sur Cartoon Network
- France : 20 septembre 2014 sur Cartoon Network (France)

- États-Unis : 2,26 millions de téléspectateurs[4] (première diffusion)

### Épisode 2:Une après-midi en bonne compagnie
- États-Unis : 14 avril 2014 sur Cartoon Network
- France : 6 septembre 2014 sur Cartoon Network (France)

- États-Unis : 2,26 millions de téléspectateurs[4] (première diffusion)

### Épisode 3:Le sorcier de la pizzeria
- États-Unis : 21 avril 2014 sur Cartoon Network
- France : 13 septembre 2014 sur Cartoon Network (France)

- États-Unis : 2,37 millions de téléspectateurs[5] (première diffusion)

### Épisode 4:Perdu au supermarché
- États-Unis : 21 avril 2014 sur Cartoon Network
- France : 11 octobre 2014 sur Cartoon Network (France)

- États-Unis : 2,37 millions de téléspectateurs[5] (première diffusion)

### Épisode 5:La course aux millions
- États-Unis : 28 avril 2014 sur Cartoon Network
- France : 18 octobre 2014 sur Cartoon Network (France)

- États-Unis : 2,10 millions de téléspectateurs[6] (première diffusion)

### Épisode 6:Clarence a une amoureuse
- États-Unis : 5 mai 2014 sur Cartoon Network
- France : 4 octobre 2014 sur Cartoon Network (France)

- États-Unis : 1,92 million de téléspectateurs[7] (première diffusion)

### Épisode 7:Le nouveau jouet de Jeff
- États-Unis : 12 mai 2014 sur Cartoon Network
- France : 8 novembre 2014 sur Cartoon Network (France)

### Épisode 8:Le dîner
- États-Unis : 12 juin 2014 sur Cartoon Network
- France : 27 septembre 2014 sur Cartoon Network (France)

### Épisode 9:Pouet
- États-Unis : 19 juin 2014 sur Cartoon Network
- France : 15 décembre 2014 sur Cartoon Network (France)

### Épisode 10:La chasse au billet
- États-Unis : 26 juin 2014 sur Cartoon Network
- France : 1er novembre 2014 sur Cartoon Network (France)

### Épisode 11:Le zoo
- États-Unis : 3 juillet 2014 sur Cartoon Network
- France : 22 novembre 2014 sur Cartoon Network (France)

- États-Unis : 1,83 million de téléspectateurs[8] (première diffusion)

### Épisode 12:Debout, c'est l'heure!
- États-Unis : 10 juillet 2014 sur Cartoon Network
- France : 29 novembre 2014 sur Cartoon Network (France)

### Épisode 13:L'homme de la maison
- États-Unis : 17 juillet 2014 sur Cartoon Network
- France : 20 avril 2015 sur Cartoon Network (France)

### Épisode 14:Le masque de boue
- États-Unis : 24 juillet 2014 sur Cartoon Network
- France : 21 avril 2015 sur Cartoon Network (France)

- États-Unis : 1,95 million de téléspectateurs[9] (première diffusion)

### Épisode 15:Le rêve de Sumo
- États-Unis : 31 juillet 2014 sur Cartoon Network
- France : 23 avril 2015 sur Cartoon Network (France)

### Épisode 16:La soirée pyjama
- États-Unis : 7 août 2014 sur Cartoon Network
- France : 25 octobre 2014 sur Cartoon Network (France)

- États-Unis : 1,65 million de téléspectateurs[10] (première diffusion)

### Épisode 17:Clarence nature
- États-Unis : 14 août 2014 sur Cartoon Network
- France : 22 avril 2015 sur Cartoon Network (France)

- États-Unis : 1,75 million de téléspectateurs[11] (première diffusion)

### Épisode 18:Un élève moyen
- États-Unis : 2 octobre 2014 sur Cartoon Network
- France : 27 avril 2015 sur Cartoon Network (France)

- États-Unis : 1,82 million de téléspectateurs[12] (première diffusion)

### Épisode 19:Le lézard porte-bonheur
- États-Unis : 9 octobre 2014 sur Cartoon Network
- France : 24 avril 2015 sur Cartoon Network (France)

- États-Unis : 1,80 million de téléspectateurs[13] (première diffusion)

### Épisode 20:Les oubliés
- États-Unis : 16 octobre 2014 sur Cartoon Network
- France : 18 avril 2015 sur Cartoon Network (France)

- États-Unis : 2,29 millions de téléspectateurs[14] (première diffusion)

### Épisode 21:Voisins de table
- États-Unis : 23 octobre 2014 sur Cartoon Network
- France : 11 avril 2015 sur Cartoon Network (France)

- États-Unis : 1,47 million de téléspectateurs[15] (première diffusion)

### Épisode 22:Une nuit chez Belson
- États-Unis : 30 octobre 2014 sur Cartoon Network
- France : 4 avril 2015 sur Cartoon Network (France)

- États-Unis : 1,56 million de téléspectateurs[16] (première diffusion)

### Épisode 23:Crade ou pas crade
- États-Unis : 6 novembre 2014 sur Cartoon Network
- France : 28 avril 2015 sur Cartoon Network (France)

- États-Unis : 1,63 million de téléspectateurs[17] (première diffusion)

### Épisode 24:La premiere fois
- États-Unis : 13 novembre 2014 sur Cartoon Network
- France : 29 avril 2015 sur Cartoon Network (France)

- États-Unis : 1,73 million de téléspectateurs[18] (première diffusion)

### Épisode 25:La salle d'attente
- États-Unis : 20 novembre 2014 sur Cartoon Network
- France : 1er mai 2015 sur Cartoon Network (France)

- États-Unis : 1,86 million de téléspectateurs[19] (première diffusion)

### Épisode 26:L'ecole du poulet
- États-Unis : 1er décembre 2014 sur Cartoon Network
- France : 30 avril 2015 sur Cartoon Network (France)

- États-Unis : 1,46 million de téléspectateurs[20] (première diffusion)

### Épisode 27:Le projet du siècle
- États-Unis : 2 décembre 2014 sur Cartoon Network
- France : 1er septembre 2015 sur Cartoon Network (France)

- États-Unis : 1,40 million de téléspectateurs[21] (première diffusion)

### Épisode 28:Le garde-malade
- États-Unis : 3 décembre 2014 sur Cartoon Network
- France : 31 août 2015 sur Cartoon Network (France)

- États-Unis : 1,41 million de téléspectateurs[22] (première diffusion)

### Épisode 29:La victoire de Jeff
- États-Unis : 4 décembre 2014 sur Cartoon Network
- France : 3 septembre 2015 sur Cartoon Network (France)

- États-Unis : 1,55 million de téléspectateurs[23] (première diffusion)

### Épisode 30:L'école de la vie
- États-Unis : 6 avril 2015 sur Cartoon Network
- France : 4 septembre 2015 sur Cartoon Network (France)

- États-Unis : 1,49 million de téléspectateurs[24] (première diffusion)

### Épisode 31:Tortue chapeau
- États-Unis : 7 avril 2015 sur Cartoon Network
- France : 7 septembre 2015 sur Cartoon Network (France)

- États-Unis : 1,44 million de téléspectateurs[25] (première diffusion)

### Épisode 32:Le jeu de l'oie
- États-Unis : 8 avril 2015 sur Cartoon Network
- France : 8 septembre 2015 sur Cartoon Network (France)

- États-Unis : 1,53 million de téléspectateurs[26] (première diffusion)

### Épisode 33:Pour un poisson
- États-Unis : 9 avril 2015 sur Cartoon Network
- France : 2 septembre 2015 sur Cartoon Network (France)

- États-Unis : 1,90 million de téléspectateurs[27] (première diffusion)

### Épisode 34:Cheminée
- États-Unis : 10 avril 2015 sur Cartoon Network
- France : 9 septembre 2015 sur Cartoon Network (France)

- États-Unis : 1,37 million de téléspectateurs[28] (première diffusion)

### Épisode 35:Le défi de trop
- États-Unis : 16 avril 2015 sur Cartoon Network
- France : 6 septembre 2015 sur Cartoon Network (France)

- États-Unis : 1,40 million de téléspectateurs[29] (première diffusion)

### Épisode 36:Ménage ludique
- États-Unis : 23 avril 2015 sur Cartoon Network
- France : 5 septembre 2015 sur Cartoon Network (France)

- États-Unis : 1,43 million de téléspectateurs[30] (première diffusion)

### Épisode 37:Dilliss la tornado
- États-Unis : 30 avril 2015 sur Cartoon Network
- France : 10 septembre 2015 sur Cartoon Network (France)

- États-Unis : 1,10 million de téléspectateurs[31] (première diffusion)

### Épisode 38:La course au cochon
- États-Unis : 7 mai 2015 sur Cartoon Network
- France : 5 janvier 2016 sur Cartoon Network (France)

- États-Unis : 1,63 million de téléspectateurs[32] (première diffusion)

### Épisode 39:L'heure du cool
- États-Unis : 14 mai 2015 sur Cartoon Network
- France : 6 janvier 2016 sur Cartoon Network (France)

- États-Unis : 1,25 million de téléspectateurs[33] (première diffusion)

### Épisode 40:Clarence l'apprenti coiffeur
- États-Unis : 21 mai 2015 sur Cartoon Network
- France : 4 janvier 2016 sur Cartoon Network (France)

- États-Unis : 1,46 million de téléspectateurs[34] (première diffusion)

### Épisode 41:Mini-moi
- États-Unis : 20 juillet 2015 sur Cartoon Network
- France : 11 septembre 2015 sur Cartoon Network (France)

- États-Unis : 1,41 million de téléspectateurs[35] (première diffusion)

### Épisode 42:Le voisin mystérieux
- États-Unis : 21 juillet 2015 sur Cartoon Network
- France : 8 janvier 2016 sur Cartoon Network (France)

- États-Unis : 1,56 million de téléspectateurs[36] (première diffusion)

### Épisode 43:Nuit blanche
- États-Unis : 22 juillet 2015 sur Cartoon Network
- France : 9 janvier 2016 sur Cartoon Network (France)

- États-Unis : 1,36 million de téléspectateurs[37]

### Épisode 44:Attention, ça éclabousse
- États-Unis : 23 juillet 2015 sur Cartoon Network
- France : 11 janvier 2016 sur Cartoon Network (France)

- États-Unis : 1,59 million de téléspectateurs[38] (première diffusion)

### Épisode 45:Camping sauvage
- États-Unis : 24 juillet 2015 sur Cartoon Network
- France : 12 janvier 2016 sur Cartoon Network (France)

- États-Unis : 1,19 million de téléspectateurs[39] (première diffusion)

### Épisode 46:Capitaine Breehn
- États-Unis : 6 août 2015 sur Cartoon Network
- France : 7 janvier 2016 sur Cartoon Network (France)

- États-Unis : 1,46 million de téléspectateurs[40] (première diffusion)

### Épisode 47:Un double anniversaire
- États-Unis : 13 août 2015 sur Cartoon Network
- France : 13 janvier 2016 sur Cartoon Network (France)

- États-Unis : 1,38 million de téléspectateurs[41] (première diffusion)

### Épisode 48:La rupture
- États-Unis : 20 août 2015 sur Cartoon Network
- France : 14 janvier 2016 sur Cartoon Network (France)

- États-Unis : 1,57 million de téléspectateurs[42] (première diffusion)

### Épisode 49:Les indicateurs des rêves
- États-Unis : 27 août 2015 sur Cartoon Network
- France : 15 janvier 2016 sur Cartoon Network (France)

- États-Unis : 1,17 million de téléspectateurs[43] (première diffusion)

### Épisode 50:Le secret de Balance
- États-Unis : 3 septembre 2015 sur Cartoon Network
- France : 16 janvier 2016 sur Cartoon Network (France)

- États-Unis : 1,21 million de téléspectateurs[44] (première diffusion)

### Épisode 51:La maison de la terreur
- États-Unis : 27 octobre 2015 sur Cartoon Network
- France : 10 janvier 2016 sur Cartoon Network (France)

- États-Unis : 1,24 million de téléspectateurs[45] (première diffusion)